# Ihor Matviyenko
Ihor Matviyenko (Dnipro, 17 mei 1971) is een Oekraïens zeiler. 
Braslavets won samen met Yevhen Braslavets tijdens de Olympische Zomerspelen 1996 de gouden medaille. Braslavets en Matviyenko werden in 2001 wereldkampioen.

## Palmares

### Wereldkampioenschappen
| Jaar | Plaats       | Resultaten |
| ---- | ------------ | ---------- |
| 2000 | Balatonfüred | 470 klasse |
| 2001 | Koper        | 470 klasse |

### Olympische Zomerspelen
| Jaar | Plaats   | Resultaten    |
| ---- | -------- | ------------- |
| 1996 | Savannah | 470 klasse    |
| 2000 | Sydney   | 6e 470 klasse |
| 2004 | Athene   | 9e 470 klasse |

1976: Harro Bode / Frank Hübner ·
1980: Marcos Soares / Eduardo Penido ·
1984: Luis Doreste / Roberto Molina ·
1988: Thierry Peponnet / Luc Pillot ·
1992: Jordi Calafat / Kiko Sánchez ·
1996: Yevhen Braslavets / Ihor Matviyenko ·
2000: Tom King / Mark Turnbull ·
2004: Kevin Burnham / Paul Foerster ·
2008: Malcolm Page / Nathan Wilmot ·
2012: Mathew Belcher / Malcolm Page ·
2016: Šime Fantela / Igor Marenić ·
2020: Mathew Belcher / William Ryan